# Wytrębowice
Wytrębowice est un village polonais situé en Couïavie-Poméranie, dans le gmina (commune) de Łysomice.